# Nu couché I
Pour les articles homonymes, voir Nu couché (homonymie).
Nu couché I ou Aurore est une sculpture réalisée par Henri Matisse en 1907. Il s'agit d'une pièce en bronze agrémentée d'une patine sombre représentant une femme nue couchée, s'appuyant sur son bras droit. Elle est conservée au musée national d'Art moderne, à Paris.